# Sundom (district de Vaasa)
Le district de Sundom  (finnois : Sundomin suuralue) est l'un des douze districts de Vaasa en Finlande.

## Description
Sundom est un village d'Ostrobotnie devenu l'un des quartiers de Vaasa. 
Le village de Sundom appartenait à la municipalité de Sulva et a été annexé à la ville de Vaasa le 1er janvier 1973. 
La majorité de la population de Sundom est de langue suédoise. 
Le village abrite la petite station de ski d'Öjberget.
En 2017, le district de Sundom compte 2 530 habitants (31 décembre 2017).
Il regroupe les quartiers suivants :
- Yttersundom
- Översundom
- Sundomin saaristo